# Марковени
Маркòвени или Маркòвяни (на гръцки: Αμπελοχώρι, Амбелохори, катаревуса: Αμπελοχώριόν, Амбелохорион, до 1927 година Μαρκόβιανη, Марковяни, до 1950 година Μαρκοχώρι, Маркохори, катаревуса Μαρκοχώριον, Маркохорион) е село в Егейска Македония, Гърция, дем Хрупища, област Западна Македония.

## География
Селото се намира на 5 километра южно от демовия център Хрупища (Аргос Орестико), на десния бряг на река Бистрица.

## История

### В Османската империя
Селото се споменава в османски дефтер от 1530 година под името Марковани с 25 християнски семейства. В края на XIX век Марковени е чисто българско село. Според статистиката на Васил Кънчов („Македония. Етнография и статистика“) в 1900 година Марковени има 194 жители българи.
На Етнографската карта на Битолския вилает на Картографския институт в София от 1901 година Марковени е чисто българско село в Костурската каза на Корчанския санджак с 12 къщи.
В началото на XX век цялото население на Марковени е под върховенството на Цариградската патриаршия. Гръцки статистики от 1905 година показват Марковяни като село със 140 жители гърци.
Според Георгиос Панайотидис, учител в Цотилската гимназия, Марковени (Μαρκόβενι) в 1910 година има 30 семейства, от които 3/4 българоговорещи мюсюлмани и 1/4 „българоговорещи гръцки семейства“.
Според Георги Константинов Бистрицки Марковени преди Балканската война има 20 български и 10 помашки къщи.
На етническата карта на Костурското братство в София от 1940 година, към 1912 година Марковени е обозначено като българско селище.

### В Гърция
През Балканската война селото е окупирано от гръцки части и остава в Гърция след Междусъюзническата война. Боривое Милоевич пише в 1921 година („Южна Македония“), че Марковени има 7 къщи славяни християни и 14 къщи турци.
В 1922 година турското население на селото се изселва и на негово място са заселени 59 гърци бежанци.
Селото произвежда предимно градинарски култури и жито.
Марковени не пострадва по време на Гражданската война (1946 - 1949).
В 1928 година селото е прекръстено на Маркохорион, но в 1950 година името на Марковени е сменено отново на Амбелохорион, в превод лозово село.
Църквата в селото е „Свети Спиридон“.
| Година    | 1913 | 1920 | 1928 | 1940 | 1951 | 1961 | 1971 | 1981 | 1991 | 2001 | 2011 | 2021 |
| --------- | ---- | ---- | ---- | ---- | ---- | ---- | ---- | ---- | ---- | ---- | ---- | ---- |
| Население | 178  | 119  | 135  | 195  | 183  | 170  | 131  | 149  | 139  | 179  | 134  | 106  |